# Adam Lesage
Adam Lesage, ursprungligen Cœuret, även kallad Dubuisson, var en fransk yrkesmagiker. Han var en av de huvudanklagade i den berömda Giftmordsaffären.

## Biografi
Lesage var född i Venoix nära Caen och var ursprungligen ullhandlare. Han flyttade senare till Paris och blev där anställd inom La Voisins organisation med uppgift att utföra magiska konster mot betalning. 
Lesage utgav sig för att vara präst och medverkade 1667 tillsammans med den verklige prästen abbé François Mariette i en svart mässa, där Madame de Montespan bad till Djävulen om att få bli Ludvig XIV:s mätress. År 1667 blev Lesage arresterad och dömd till galärerna anklagad för svartkonst efter att ha dömts för att ha medverkat i svarta mässor. 
Mariotte sändes till ett kloster, varifrån han strax rymde. Han blev frigiven år 1672 tack vare La Voisins kontakter, och återgick då till sin tjänst hos La Voisin.

### Verksamhet
Lesage hade ett förhållande med La Voisin, och trots att han själv redan var gift lovade han att gifta sig med henne om hon blev änka. Han övertalade henne att mörda sin man Antoine Monvoisin och sade att han själv skulle utföra mordet med hjälp av magi. Voisin gick med på saken, och paret köpte ett fårhjärta, som Lesage sedan utförde en magisk ritual över och begravde i trädgården. Monvoisin drabbades sedan av magsmärtor och utropade att han hellre skulle bli dödad direkt än tyna bort långsamt. La Voisin bad då Lesage att återkalla trollformeln, vilket han gick med på, och Monvoisin blev återigen frisk. 
Lesages huvudsakliga uppgift i organisationen var att fungera som magiker. Han sade sig kunna utföra konster från kabbalan, och officierade även vid svarta mässor. En av hans mest efterfrågade konster var att vidarebefordra önskningar till Djävulen. Han bad kunden att skriva ned sin önskan på en papperslapp, som sedan förseglades i en boll av vax. Lesage vidarebefordrade sedan vaxbollen åt Djävulen genom att bränna upp den. En tid senare återlämnade han samma vaxboll, innehållande samma meddelande, till kunden, och meddelade att Djävulen hade läst det och sedan återlämnat det till honom genom elden. 

### Giftmordsaffären

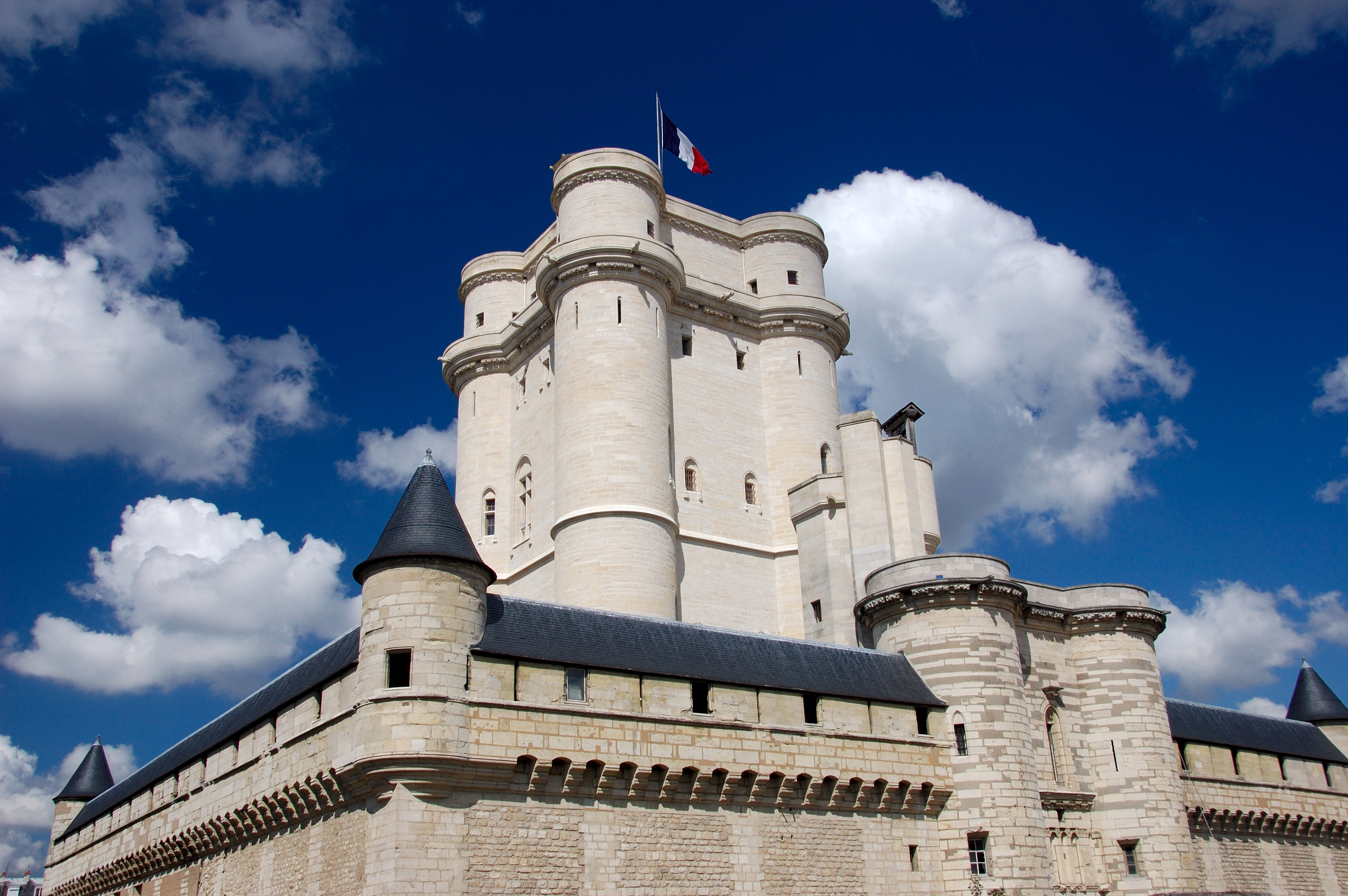
Fängelsetornet på Vincennes borg, där många av de inblandade i Giftmordsaffären satt fängslade 1679-82.

Lesage arresterades i samband med Giftmordsaffären, då hela La Voisins organisation avslöjades. Han arresterades på Marie Bosses angivelse 17 mars 1679 på order av kungen själv, anklagad för att ha officierat vid svarta mässor. Han erkände att han hade utfört magiska konster åt organisationen, men hävdade att de inte var magi utan bluff, och att han hade lurat både kunderna och sina kolleger i organisationen genom att låtsas att de var verkliga. Han hävdade genom hela rättegången att han själv aldrig hade dödat någon utan endast hade utfört oskyldiga magiska trick. Lesage var en av de mest använda vittnena under Giftmordsaffären på grund av sin iver att ange och peka ut andra personer för brott, och en stor mängd personer arresterades på hans uppgifter.  
Efter avrättningen av La Voisin i februari 1680 avlade hennes dotter Marguerite Monvoisin en fullständig bekännelse, där hon påstod att Madame de Montespan hade varit kund hos Voisin och av henne köpt afrodisiaka för att droga kungen slutligen planerat att mörda kungen och sin rival Fontanges.   
Krigsminister Louvois lovade på eget initiativ Lesage frihet om han avlade en fullständig och orädd bekännelse över sina brott. Den 16 september bekräftade Lesage Monvoisins uppgifter, men lade till ytterligare något som ansågs så avskyvärt att han allmänt utpekades som en lögnare, vars vittnesmål inte var värdiga att tas på allvar. Han hade avgett en fullständig bekännelse om de svarta mässorna, som brukade arrangeras med främst hovdamerna som kunder och som brukade innefatta offermord på spädbarn. Den 30 september – 1 oktober 1680 avgavs dock den dödsdömda Françoise Filastres vittnesmål, som fullständigt bekräftade såväl Monvoisins uppgifter om Montespan som Lesages uppgifter om spädbarnsoffren. Marguerite Monvoisin bekräftade uppgifterna om spädbarnsoffren 9 oktober, och Étienne Guibourg gjorde samma sak 10 oktober. I november identifierade han, med flera andra medfångar, dessutom korrekt Montespans kammarjungfru Claude de Vin des Œillets, vilket ytterligare bekräftade Montespans skuld.

### Efterspel
De vittnesmål som avgavs av Adam Lesage, Étienne Guibourg och Marguerite Monvoisin drog in kungens mätress Madame de Montespan i processen, något som fullständigt avstannade hela utredningen. På order av Ludvig XIV beslagtogs och hemligstämplades flera dokument och hela utredningen stängdes mellan 1 oktober 1680 och 19 maj 1681 för att upplösas 21 juli 1682.  
För att undvika att uppgifterna om Montespan offentliggjordes ställdes de fångar som vittnade mot henne inte inför rätta utan fängslades på livstid med ett lettre de cachet. Tillsammans med Guibourg, Louis Galet och Romani fängslades han på livstid på chateau de Besançon. Hans medanklagade Mariotte, som inte hade haft med vittnesmålen mot Montespan att göra, blev landsförvisad.